# Хонгконг на Светском првенству у атлетици на отвореном 2015.
Хонгконг је учествовао на Светском првенству у атлетици на отвореном 2015. одржаном у Пекингу од 22. до 30. августа петнаести пут, односно учествовао је на свим првенствима до данас. Репрезентацију Хонгконга представљала је 1 такмичарка која се такмичила у маратону.,.
На овом првенству Хонгконг није освојио ниједну медаљу нити је остварен неки резултат.

## Учесници
Жене:
- Yiu-Kit Ching — Маратон

## Резултати

### Жене
| Атлетичарка   | Дисциплина | Лични рекорд | Финале   | Финале       | Детаљи |
| Атлетичарка   | Дисциплина | Лични рекорд | Резултат | Место        | Детаљи |
| ------------- | ---------- | ------------ | -------- | ------------ | ------ |
| Yiu-Kit Ching | Маратон    | 2:38:24      | 2:43:28  | 32 / 52 (67) |        |